# Agneaux
Agneaux är en kommun i departementet Manche i regionen Normandie i norra Frankrike. Kommunen ligger i kantonen Saint-Lô-Ouest som tillhör arrondissementet Saint-Lô. År 2022 hade Agneaux 4 266 invånare.

## Befolkningsutveckling
Antalet invånare i kommunen Agneaux
| Referens: INSEE |